# Kolokolo
Kolokolo est une localité située dans le département de Moussodougou de la province de la Comoé dans la région des Cascades au Burkina Faso.

## Démographie
| 2003  | 2006  | 2012 |
| ----- | ----- | ---- |
| 1 370 | 1 661 | -    |

## Santé et éducation
Actuellement Kolokolo bénéficie d'un centre de santé et de promotion sociale (CSPS). Le village a logntemps bénéficié des services de santé de Moussodougou , puis de Mondon. Il arrive que certains cas soient transféré au CHR de Orodara ou au centre hospitalier régional (CHR) se trouve à Banfora. 
Le village possède deux écoles primaires publiques et un collège d'enseignement général (CEG) depuis 2020.